# 駝背線天竺鯛
駝背線天竺鯛（学名：[Fibramia lateralis] 错误：{{Lang}}：文本有斜体标记（帮助）），又稱侧带天竺鲷，为輻鰭魚綱鈎頭魚目天竺鲷科的一個種，俗名侧身天竺鲷、大目側仔。

## 分布
本魚分布于印度西太平洋區，包括東非、马达加斯加、塞席爾群島、模里西斯、台灣、越南、菲律賓、巴布亞紐幾內亞、印尼、關島、澳洲、密克羅尼西亞、帛琉、新喀里多尼亞、馬里亞納群島、萬那杜、索羅門群島、薩摩亞群島、法屬波里尼西亞等海域。该物种的模式产地在Vanicolo。

## 深度
水深0-2公尺。

## 特徵
本魚體延長而側扁，眼大，口大略下位。體呈銀色，身體縱深, 頭部輪廓些微地凹曲，深色的狹窄縱線從鰓蓋延伸至尾柄，第一背鰭的前端與頂端黑色，尾柄部有黑色小細點，背鰭硬棘7枚;背鰭軟條9枚;臀鰭硬棘2枚;臀鰭軟條8枚，體長可達11公分。

## 生態
本魚棲息於河口或河川下游處，為廣鹽性魚類，白天躲藏於近海岩礁或河口中，成群行動，夜間出來覓食，屬肉食性，以小型底棲甲殼類為食。繁殖期時，雄魚具有口孵習性，卵約7日化成仔魚，由雄魚吐出，具短暫的仔魚飄浮期。

## 經濟利用
可食用，通常做下雜魚處理，製成魚粉當飼料。